# 얀시 아리아스
얜시 아리어스(영어: Yancey Arias, 영어 발음: /ˈjænsi 'ɑːriəs/, 1971년 6월 27일 ~ )는 미국의 배우이다.

## 출연 작품

### 영화
- 타임 머신 (2002) - 토렌 역
- 핸즈 오브 스톤 (2016) - 베니 후에르타스 역

### 텔레비전
- 나이트 라이더 (2008)